# Karen Dalton
Karen J. Dalton (nascida Karen J. Cariker) (Enid, Oklahoma, 19 de julho de 1937 – Nova Iorque, 19 de março de 1993) foi uma cantora norte-americana de folk blues e banjoísta associada à cena da música folclórica do início dos anos 1960 no Greenwich Village, particularmente com Fred Neil e The Holy Modal Rounders, bem como a Bob Dylan.

## Biografia
Dalton, cuja ascendência era Cherokee, nasceu Karen J. Cariker em Enid, Oklahoma. Sua voz melancólica e universal é frequentemente comparada à da cantora de jazz Billie Holiday. Cantava blues, folk, country, pop e Motown—criando sempre versões próprias para as canções. Ela ainda costumava tocar violão de doze cordas e banjo.
Em sua autobiografia de 2004, Bob Dylan escreveu em sua descrição da descoberta e do tempo em que uniu-se à cena musical do Cafe Wha? do Greenwich Village após chegar em Nova York em 1961: "Minha cantora favorita no café era Karen Dalton. Karen tinha uma voz como a de Billie Holiday e tocava violão como Jimmy Reed... Eu cantava com ela algumas vezes."
O segundo álbum de Dalton, In My Own Time (1971), foi gravado no Bearsville Studios e distribuído originalmente pelo selo Just Sunshine Records, de Michael Lang, produtor do Festival de Woodstock. O álbum foi produzido e arranjado por Harvey Brooks, que também gravou no contrabaixo. (Harvey Brooks também tocou o instrumento no álbum  Bitches Brew, de  Miles Davis, em Highway 61 Revisited, de Bob Dylan, e em Mixed Bag, de Richie Havens). In My Own Time ainda contou com a participação como convidado do pianista Richard Bell. O texto de apresentação do trabalho ficou por conta de Fred Neil, e suas fotos de capa foram tiradas por Elliot Landy. Menos conhecido é o primeiro álbum de Dalton, It's So Hard to Tell Who's Going to Love You the Best (Capitol, 1969), que foi relançado pela Koch Records em CD em 1996.
Ambos os álbuns de Dalton foram relançados em novembro de 2006; It's So Hard To Tell Who's Going To Love You The Best veio incluindo um DVD bônus com uma rara performance filmada de Dalton. In My Own Time foi relançado em CD e LP no dia 7 de novembro de 2006 pela Light In The Attic Records.
Conhecida como "a resposta do folk a Billie Holiday" e "Sweet Mother K.D.", Dalton é provavelmente o tema da canção Katie's Been Gone (composta por Richard Manuel e Robbie Robertson), do álbum The Basement Tapes, de Bob Dylan e The Band. Por muitos anos, ela afundou-se nas drogas e no álcool, e morreu em 1993 nas ruas de Nova York após uma batalha de oito anos contra a AIDS. No entanto, um artigo da revista Uncut confirmou que na verdade Dalton foi ajudada pelo guitarrista Peter Walker em Nova York durante seus últimos meses de vida.

## Discografia
- It's So Hard to Tell Who's Going to Love You the Best (1969)
- In My Own Time (1971)
- Cotton Eyed Joe (2007) (gravado ao vivo em 1962)
- Green Rocky Road (2008)